# Teodor Antoni Wańkowicz
Teodor Antoni Wańkowicz herbu Lis (zm. 15 lipca 1716 roku) – kasztelan miński w latach 1709–1713, stolnik miński w latach 1687–1716, podczaszy piński w latach 1671–1676, podstarości miński, starosta poduświacki.
Deputat na Trybunał Główny Wielkiego Księstwa Litewskiego w latach: 1682, 1686, 1691, 1701, 1709. Był jednym z fundatorów klasztorów karmelitów, bonifratrów i franciszkanów w Mińsku. Właściciel miasta Iwieniec od 1702 roku.
Był elektorem Jana III Sobieskiego z województwa mińskiego w 1674 roku. 
Żonaty z Hanną Wojsznar i Felicjanną Ejdan.